# Gliese 481
Gliese 481 è una stella che si trova a circa 46 anni luce di distanza dal Sistema solare, nella costellazione della Chioma di Berenice.
Appartiene alla sequenza principale ma è più piccola e fredda e meno luminosa rispetto al Sole, infatti la sua classe spettrale è compresa tra K2 V e K4 V a seconda delle fonti. Pur essendo una stella relativamente vicina alla Terra, è troppo debole per poter essere visibile ad occhio nudo. La sua magnitudine apparente, infatti, è +7,90, mentre la magnitudine assoluta è +7,15. Ha una massa del 73% di quella solare ed un raggio del 69% di quello della nostra stella.
Nomenclature alternative sono: HD 110315, HIP 61901, SAO 100205.